# 雨中的旋律
《雨中的旋律》（Rhythm of the Rain）是一首英文歌曲，曾经作为箭牌口香糖的广告歌曲.
这首歌于1962年11月发行，是瀑布合唱团（The Cascades）的第二张单曲，歌曲开始和结束时可以听到雨声和雷声。
歌词大意是一位男子被爱人抛弃，此时雨水不断落下，提醒他自己曾经“多么愚蠢”。他試圖向雨水寻求答案，但最终他又希望雨水遠離自己，让他独自哭泣。